# Sada (muhafaza)
Sada (arap. صعدة) je jedna od 20 jemenskih muhafaza. Ova pokrajina prostire se na sjeverozapadu Jemena u gorju Hidžaz, uz granicu sa Saudijskom Arabijom.
Pokrajina Sada ima površinu od 12.370 km² i oko 693.217 stanovnika, a gustoća naseljenosti iznosi 56 st./km².

## Zemljopis
Teren ove muhafaze je vrlo raznolik. Sjeverno i zapadno nižu se gorja; Kaulan, Bakim i Razeh koji dosežu do 2800 m visine. Ova gorja spojena su s gorjem Džuma. U gorju Razeh najviši vrh je Jabal Hurum.
Po planinama su vrlo su česti vadiji, korita povremenih bujica, koje su duboko urezane u planinske stijene i imaju velike kanjone. Najveći vadiji su; Sakajn, Nušur, Badr, Zamad, Alaf i Vadi Abdajn sa sutjeskom Kanik, na kojoj se nalaze ostatci himjaritske brane iz 9. stoljeća.

### Sadska visoravan (Ka'a)
Visoravan Sa'ada spada među najplodnija područja Jemena. Uzgaje se grožđe, mogranj, breskve, marelice, smokve, koje uspjevaju i na visinama od 1800 metara. Polja u Saadi su najviša u Jemenu. Visoravan je zatvorena sa sjevera i zapada planinama Džuma i Gamar, te s juga gorjem Sahar, s istoka barijeru tvori gorje Hamdan.

### Istočna Sada
Ovaj dio pokrajine se sastoji od pustinje i visokog gorja (na zapadu) s brojnim riječnim dolinama (vadijima) koja se gube u pustinji Rub' al Khali.

## Vanjske poveznice
- The Governorate Of Sa’ada Arhivirana inačica izvorne stranice od 9. rujna 2010. (Wayback Machine) (engl.)
- Sadah - Profile Of A Yemeni Governorate, na portalu Buzzle.com  Arhivirana inačica izvorne stranice od 12. siječnja 2010. (Wayback Machine) (engl.)